# Korfbal

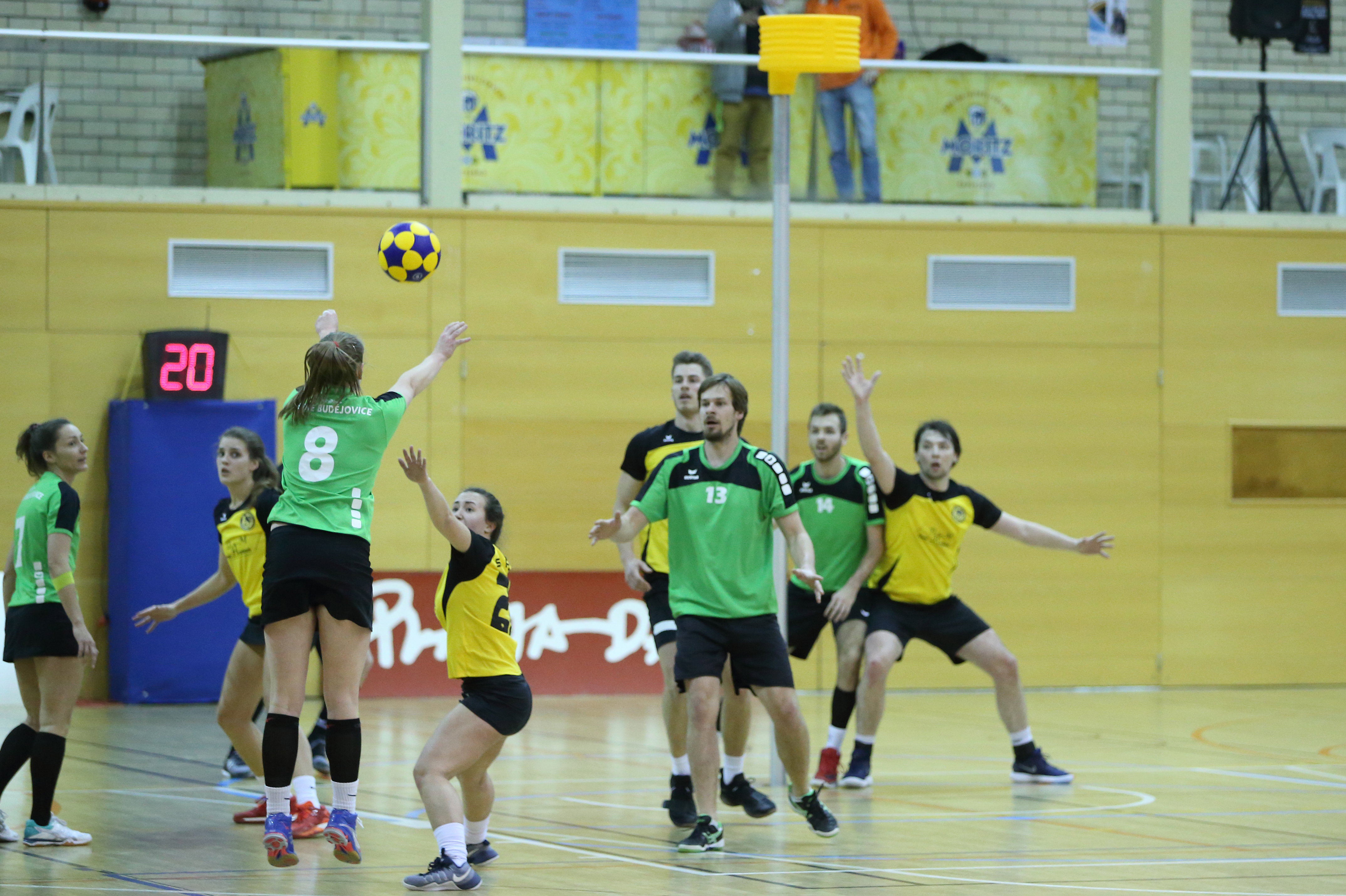
Zápas v korfbalu

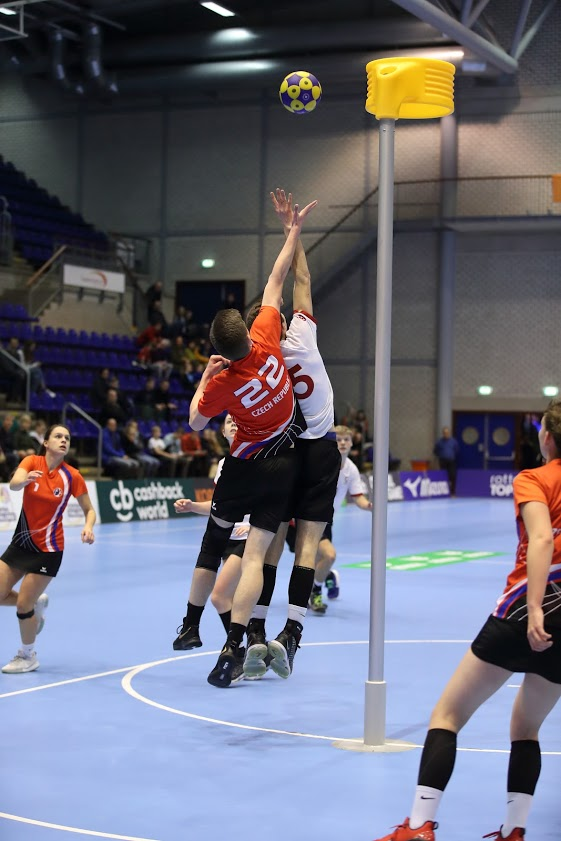
Souboj o míč na doskoku

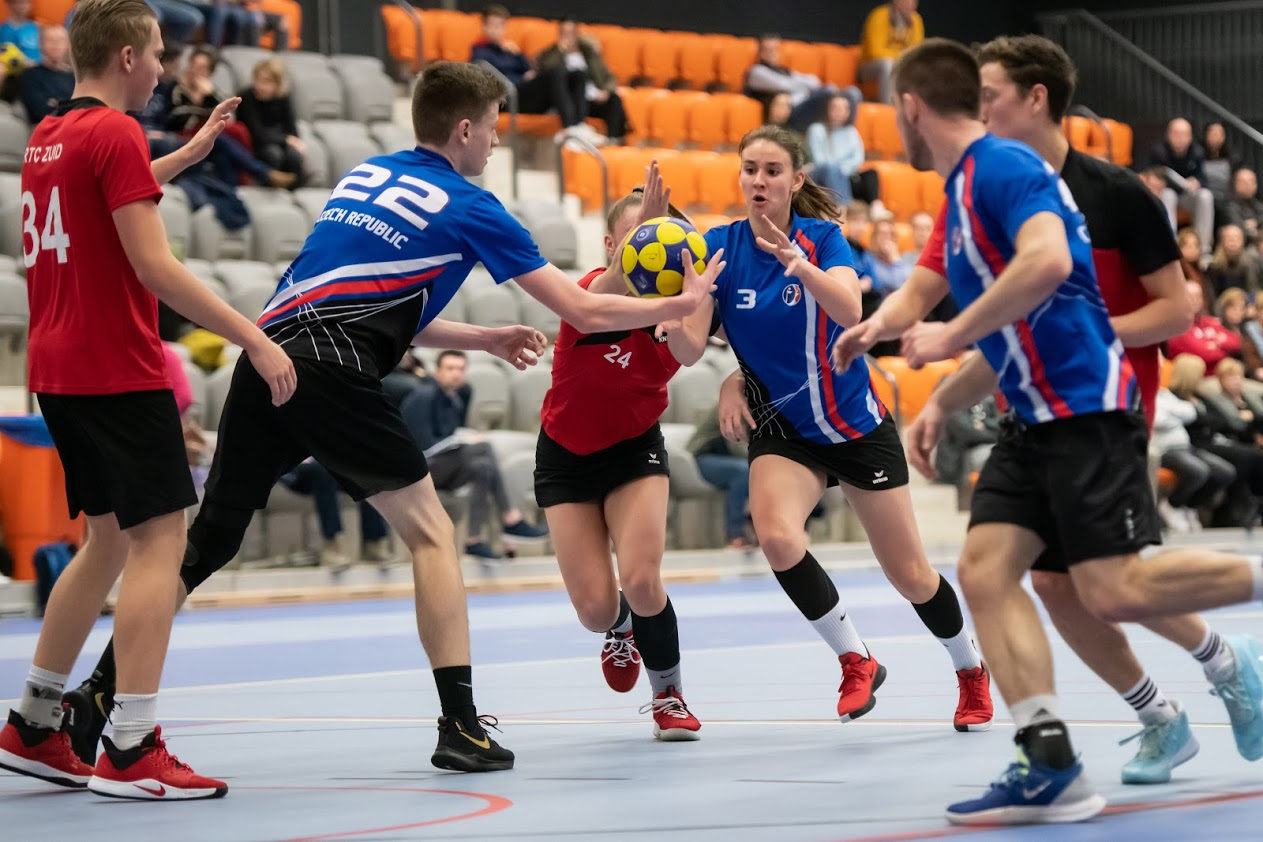
Spolupráce při dvojtaktu

Korfbal je míčová kolektivní hra, ve které spolu nastupují společně muži i ženy. Hraje se na hřišti o rozměrech 40 x 20 m, rozděleném na 2 poloviny (zóny), kde se dva týmy s 8 hráči (vždy 4 muži a 4 ženy) snaží získat co nejvíce bodů vhazováním míče do obroučky korfbalového koše, který je 3,5 m vysoko. Každý koš se počítá jako jeden bod.
Hru vytvořil nizozemský učitel Nico Broekhuysen v roce 1902 pro potřeby koedukovaných hodin tělesné výchovy v Nizozemsku. Postupně se hra rozšířila i mimo školní hodiny po celé zemi a do nizozemských kolonií a Německa. Korfbal se dostal i na program Olympijských her v Amsterdamu v roce 1928 jako ukázkový sport.

## Z pravidel
Jedná se o míčový týmový, smíšený a komplexní sport. S míčem může hráč udělat jen jeden krok, dribbling není povolen. Nesmí se střílet, pokud je obránce na vzdálenost paže. Je zakázáno brát soupeři míč z ruky, musí být chycen, když je ve vzduchu. Je zakázáno hrát nohama, běhat s míčem a faulovat. Muž smí bránit pouze muže, žena ženu.

### Ve zkratce
- žádné běhání s míčem
- žádné driblování
- fyzický kontakt hráčů musí být kontrolovaný a nesmí vést k získání výhody
- hráči mohou bránit pouze soupeře stejného pohlaví
- střelba v „bráněné pozici“ vede ke ztrátě míče

Hraje se v hale (hlavní mezinárodní turnaje), ale i na trávě, na písku (beachkorfbal), dokonce i ve vodě. Celkově je v 69 zemích po celém světě (r.2020) registrováno cca 300 000 hráčů. Nejvíce (100 000) v Nizozemsku, v Česku je zhruba 2000 hráčů.

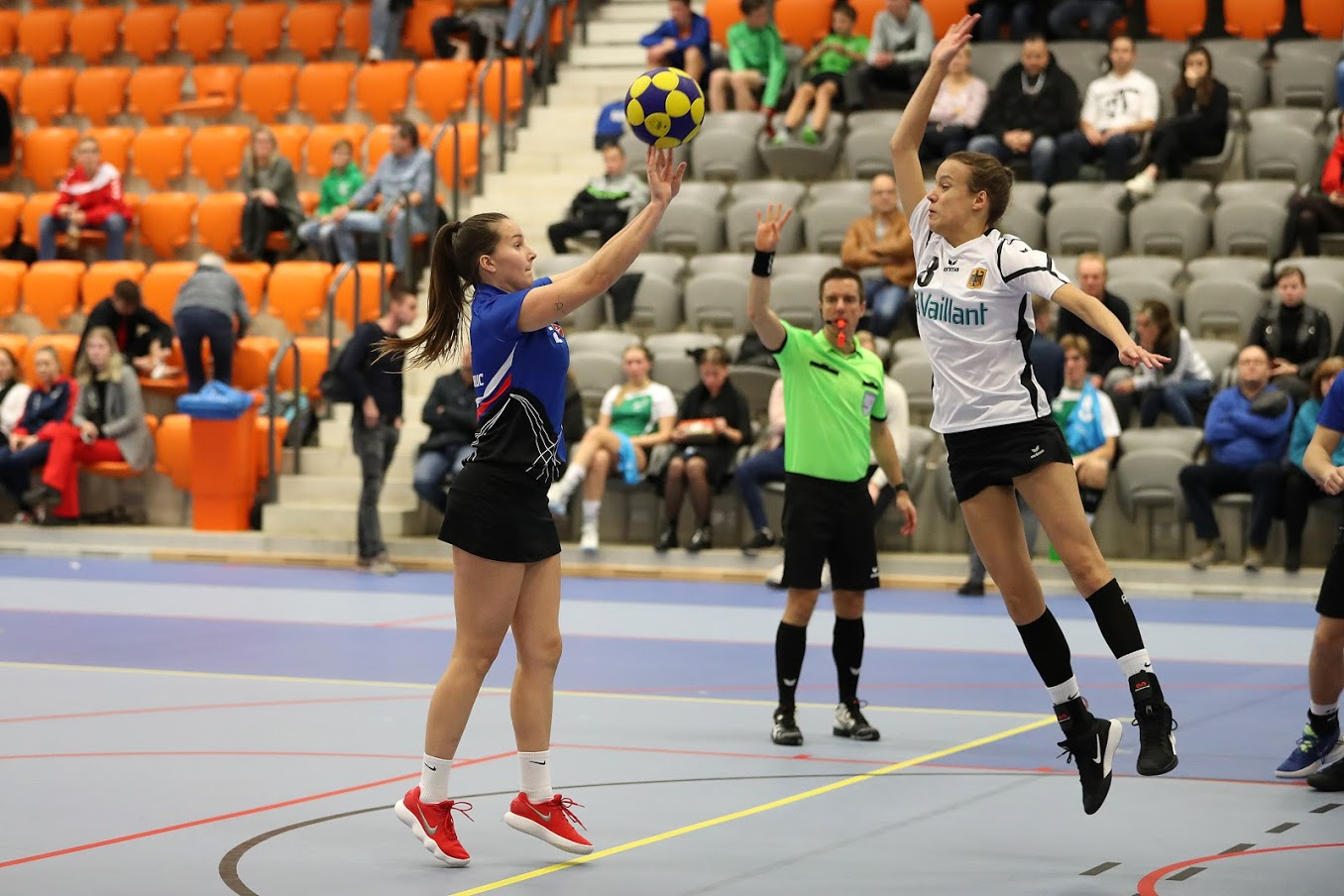
Pokus o blok střely

## Základní principy
Korfbal je míčový sport, hraný rukama na obdélníkovém hřišti. Dva soupeřící týmy, každý tvořený 4 muži a 4 ženami, se snaží skórovat vstřelením míče do soupeřova koše (nizozemsky korf). Hlavními charakteristikami hry jsou všestrannost, týmová hra, omezený fyzický kontakt hráčů a rovnost mužů a žen ve hře. Tým osmi lidí se před hrou rozdělí na dvě poloviny, v každé jsou dvě ženy a dva muži. Obdélníkové hrací pole je rozděleno středovou čárou na dva stejné čtverce. V obou čtvercích stojí koš v jedné třetině vzdálenosti od zadní čáry k čáře půlící. Jedna polovina týmu plní na začátku hry obrannou roli. Po každých dvou vstřelených koších si hráči role vymění.

## Základní pomůcky
- Koše jsou vysoké 3,5 metru a jsou umístěny v 1/3 každé zóny – velikost jedné zóny je ideálně 20 x 20 metrů, celé hřiště pak měří 20 x 40 metrů (v případě halové varianty).
- Obroučky jsou vyrobeny z plastu.
- Míče jsou speciálně vyrobené pro korfbal. Jsou menší a lehčí než na basketbal.